# 소모사가
소모사(스페인어: Somoza) 가문은 니카라과의 정치인 왕조이며, 20세기에 50년 가까이 니카라과를 족벌 통치하며 독재정치를 펼쳤다.
- 아나스타시오 소모사 가르시아(1896년 ~ 1956년) : 1937년 ~ 1947년, 1950년 ~ 1956년 대통령 재직.
- 루이스 소모사 데바일레(1922년 ~ 1967년) : 아나스타시오의 장남. 1956년 ~ 1963년 대통령 재직.
- 아나스타시오 소모사 데바일레(1925년 ~ 1980년) : 아나스타시오의 차남. 1967년 ~ 1972년, 1974년 ~ 1979년 대통령 재직.
- 호프 포르토카레로
- 아나스타시오 소모사 포르토카레로